# Marcus Septimus Lic(…)
Marcus Septimus Lic[…] war ein antiker römischer Toreut (Metallbearbeiter), der um die Zeitenwende in Oberitalien tätig war.
Marcus Septimus Lic[…] ist heute nur noch aufgrund dreier Signaturstempel auf bronzenen Schöpfkellen bekannt, die im Rahmen des Weinkonsums genutzt wurden. Das Cognomen ist nicht vollständig wiedergegeben, eine eindeutige Ergänzung ist nicht möglich, somit bleibt der vollständige Name unbekannt. Zwei Stücke wurden in Südosteuropa, eines in Germania superior/Deutschland, also alle auf dem Gebiet früherer römischen Provinzen, gefunden. Bei den Artefakten handelt es sich um:
1. Bronzekelle; gefunden im Rhein bei Mainz-Weisenau, Rheinland-Pfalz, Deutschland; heute im Landesmuseum Mainz.[1]
2. Bronzekelle; gefunden in Ljubljana (dem antiken Emona), Slowenien; heute im Narodnega muzeja Slovenije in Ljubljana.[2]
3. Bronzekelle; gefunden in Sisak (dem antiken Siscia), Gespanschaft Sisak-Moslavina, Kroatien.[3]

## Einzelbelege
1. ↑  Inventarnummer 5. V. 1904 [O,654]; Richard Petrovszky: Studien zu römischen Bronzegefäßen mit Meisterstempeln. Leidorf, Buch am Erlbach 1993, S. 297 Nr. S.09.01; CIL 13, 10027,040.
2. ↑  Inventarnummer R 2238; Richard Petrovszky: Studien zu römischen Bronzegefäßen mit Meisterstempeln. Leidorf, Buch am Erlbach 1993, S. 29, Nr. S.09.02.
3. ↑  Richard Petrovszky: Studien zu römischen Bronzegefäßen mit Meisterstempeln. Leidorf, Buch am Erlbach 1993, S. 297 Nr. S.09.03.

| Personendaten    | Personendaten                              |
| ---------------- | ------------------------------------------ |
| NAME             | Septimus Lic[…], Marcus                    |
| ALTERNATIVNAMEN  | Lic[…], Marcus Septimus                    |
| KURZBESCHREIBUNG | antiker römischer Toreut                   |
| GEBURTSDATUM     | 1. Jahrhundert v. Chr. oder 1. Jahrhundert |
| STERBEDATUM      | 1. Jahrhundert oder 2. Jahrhundert         |